# Carl Jedvard Bonde
För hovjägmästaren, se Carl Jedvard Bonde (1914–1988).
Carl Jedvard Bonde, född 4 mars 1813 på Ericsbergs slott, död 24 december 1895 på samma plats, var en svensk friherre, hovman och historisk samlare. Han var son till Carl Bonde, sonson till Carl Göran Bonde, bror till Knut Filip Bonde och far till Carl Carlsson Bonde.

## Biografi
Carl Jedvard Bonde var son till överstekammarjunkaren friherre Carl Carlsson Bonde och hans hustru Ingeborg Bonde. Efter sju års vistelse vid offentliga läroanstalter i Bremen utnämndes han 1831 till fänrik vid Svea livgarde. Han lämnade dock inom kort den militära banan och anställdes efter examina i Uppsala vid svensk-norska beskickningen i Paris, där han uppehöll sig 1837–1840 och under tiden fick tillfälle till ett nästan dagligt umgänge med den tidens mest bemärkta personer inom den politiska, vetenskapliga och konstnärliga världen. Återkommen till Sverige utnämndes han 1841 till kammarherre hos drottning Desideria. År 1854 blev han överstekammarjunkare, och utförde på uppdrag av Karl XV en beskickning till kejsar Napoleon III i Frankrike och Leopold av Österrike 1859. Vid faderns död 1857 blev han innehavare av Ericsbergs fideikommiss, med alla de ägor som där till hörde. Han lade ner stort arbete på att renovera godset, och byggde där upp stora samlingar av porträtt, gravyrer och mynt, anlade ett stort bibliotek, byggde även upp ett arkiv med handskrifter och autografer med mera. 1878 blev Bonde riddare av serafimerorden.
Han var gift med Wilhelmina Lewenhaupt.